# Scioglyptis irrorata
Scioglyptis irrorata är en fjärilsart som beskrevs av W. Warren 1898. Scioglyptis irrorata ingår i släktet Scioglyptis och familjen mätare. Inga underarter finns listade.